# Portland (Wiktoria)
Portland – miasto liczące 9820 mieszkańców (2006) w australijskim stanie Wiktoria.